# Варварецька Ганна Миколаївна
Га́нна Микола́ївна Варварецька (1904, село Гонората, тепер Подільського району Одеської області — ?) — молдавська радянська діячка, народний комісар (міністр) соціального забезпечення Молдавської РСР. Член ЦК КП(б) Молдавії в 1941—1951 роках. Депутат Верховної Ради Молдавської РСР 1-го скликання.

## Біографія
З 1914 року наймитувала в поміщиків села Гонората, працювала в господарстві батька. Освіта середня.
У 1926—1931 роках — голова сільської ради села Гонората Молдавської АРСР.
З 1931 року — інструктор виконавчого комітету районної ради Молдавської АРСР.
Член ВКП(б) з 1932 року.
До 1939 року — інструктор Центрального виконавчого комітету Молдавської АРСР; заступник народного комісара охорони здоров'я Молдавської АРСР; голова Молдавського обласного комітету профспілки медичних робітників.
У серпні 1940 — липні 1941 року — народний комісар соціального забезпечення Молдавської РСР.
Під час німецько-радянської війни перебувала в евакуації в місті Ташкенті Узбецької РСР, була уповноваженою ЦК КП(б) Молдавії та Ради народних комісарів Молдавської РСР по Узбецькій РСР.
У серпні 1944 — 31 липня 1951 року — народний комісар (з 1946 року — міністр) соціального забезпечення Молдавської РСР. Знята з посади міністра «за порушення більшовицького принцип підбору та виховання кадрів».
У 1953—1955 роках — заступник голови Молдавської республіканської ради професійних спілок.
З 1956 року — на пенсії в місті Кишиневі.
Подальша доля невідома.